# كيه إتش-38
عائلة صواريخ كيه إتش-38 (بالإنجليزية: Kh-38)‏ و(بالروسية: X-38)، هي صواريخ قصيرة المدى يتم إطلاقها من الجو. وهي صواريخ معيارية موجهة تُطلق بواسطة الطائرات، ومصممة لتدمير مجموعة واسعة من الأهداف الأرضية سواء المدرعة أو المحصنة أو عديمة التدريع. وكذلك الأهداف الساحلية وسفن السطح، بالإضافة إلى مجموعات أخرى من الأهداف.

صواريخ كيه إتش-38 إم إي Kh-38ME، والمطورة عن النموذج الأول كيه إتش-38 إم، هي سلاح معياري للأغراض العامة يستخدم فوق ساحة المعركة أو في العمق التكتيكي المباشر. وتوفر الوحدة النمطية فعالية قتالية عالية ضد مجموعة واسعة من الأهداف من خلال استخدام مجموعة متنوعة من الرؤوس الحربية وأنظمة التوجيه.
وقد أدخل سلاح الجو الروسي صاروخ كيه إتش-38 جو-أرض المتقدم في الخدمة بحلول يناير 2013.

## التصميم والتطوير
تم تطوير عائلة صواريخ كيه إتش-38 لتحل محل صواريخ كيه إتش-25 الموجودة بالخدمة في عدة دول من سبعينيات القرن الماضي كأسلحة دعم جوي في العمق (قطع خطوط الإمداد)، وكذلك للدعم الجوي القريب، ولكن أتت صواريخ كيه إتش-38 مع مجموعة موسعة من الأهداف.

على الرغم من أن الصاروخ قصير المدى قد تم تطويره للطائرة المقاتلة من الجيل الخامس سوخوي سو-57، فإن القاذفات الحالية والطائرات المقاتلة -بما في ذلك سوخوي سو-34 والمقاتلة ميج-29 إم/إم2- تُجهز بهذه الصواريخ، والقادرة على ضرب المركبات المدرعة المناورة، والمخابئ، على مسافة من 3 إلى 40 كيلومتراً. وستعمل هذه الصواريخ على ترقية القدرة القتالية للمقاتلات الروسية.

يتم تزويد هذه الصواريخ بمجموعة متنوعة من أنظمة التوجيه والرؤوس الحربية ولكنها تشترك في نفس محرك الدفع الصلب ثنائي الطور مما يسمح لها بالانطلاق بسرعة قصوى تزيد عن ضعف سرعة الصوت (تتخطى 2 ماخ). ويتم إطلاقها من علو شاهق ويحمل كل منها رأسًا حربيًا معياريًا يبلغ وزنه 250 كجم مع فتيل تلامس.
 وتشير بعض المصادر المحدودة إلى أن أقصى مدى للصاروخ كيه إتش-38 قد تم تطويره إلى 50 كم.
هذه الصواريخ متاحة لكل من الطائرات ذات الأجنحة الثابتة والمروحيات.

تم تطوير الصاروخ منذ بداية التسعينيات، ولم يتم عرض أول الصاروخ قبل العام 2007 من خلال معرض ماكس الدولي للطيران. وكان اختبار الصاروخ قد تم في سرية تامة في عام 2012، وبدأ تشغيله في أواخر ديسمبر 2012.

### الرأس الحربي والتوجيه

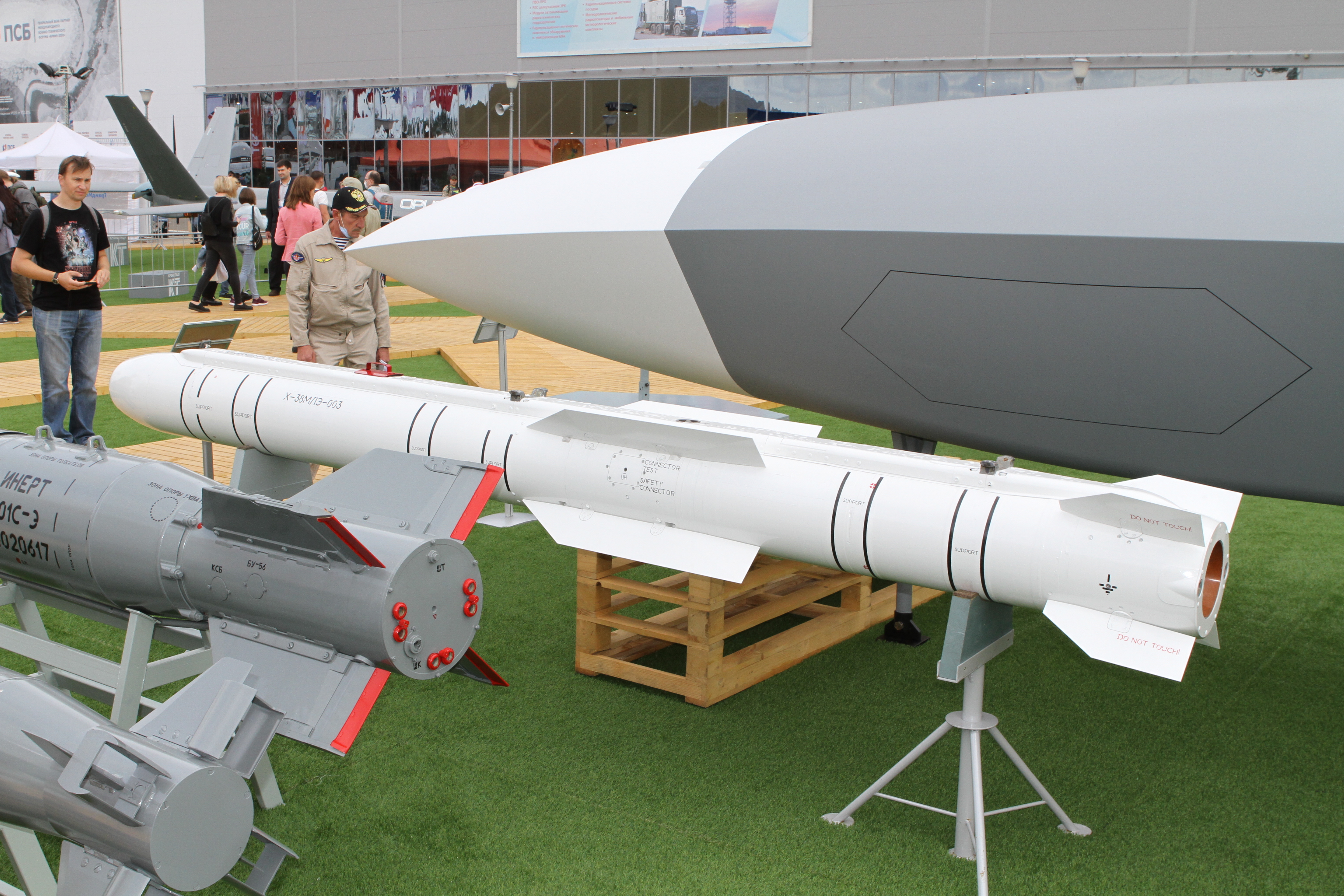
صاروخ كيه إتش-38 إم إل إي

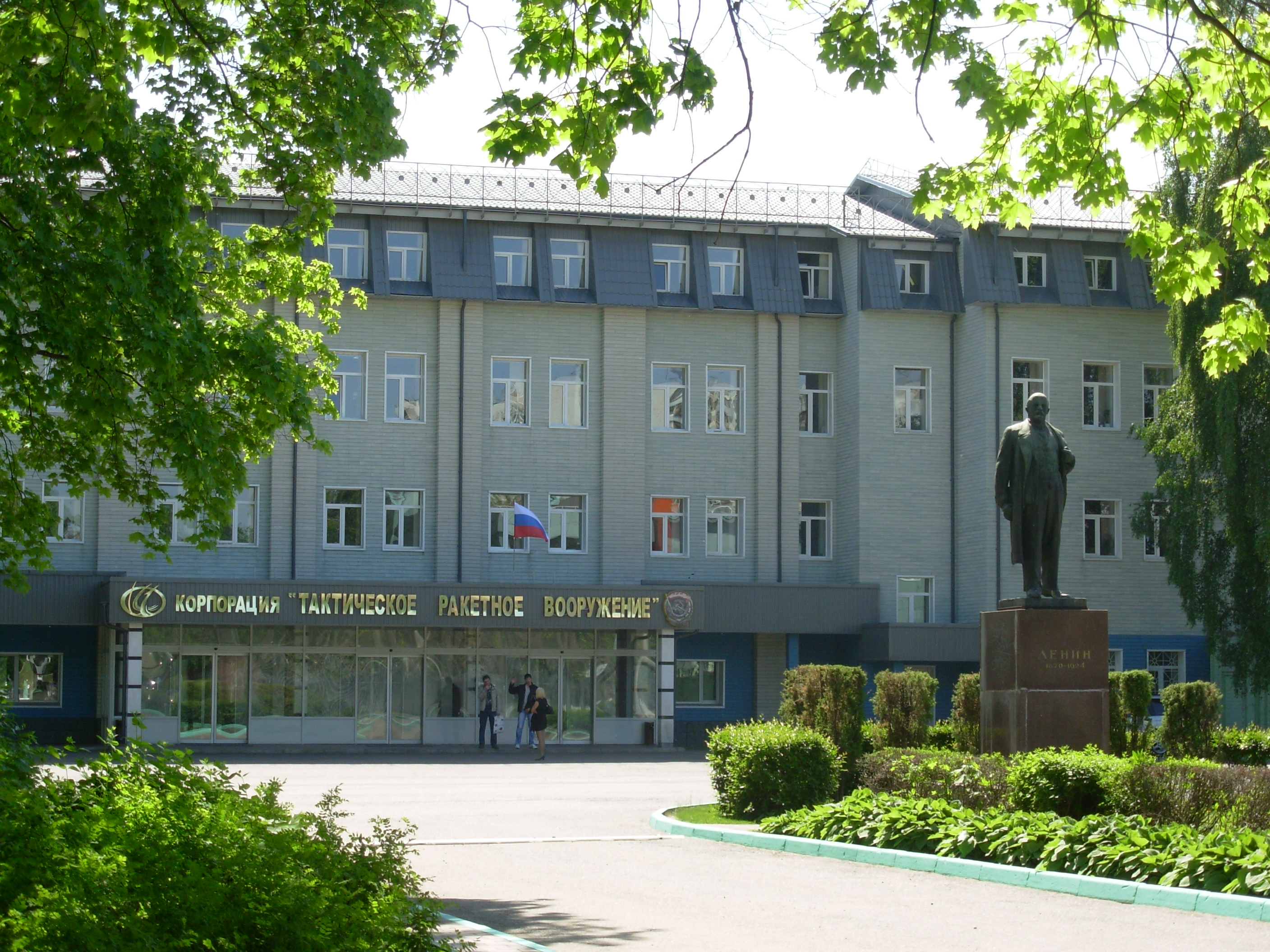
مقر شركة تاكتيكال ميسايلز كوربوريشن

عائلة كيه إتش-38 تضم صواريخ معيارية. واعتمادًا على نوع الهدف المقصود، يمكن تثبيت رؤوس حربية مختلفة، وإصدارات الرؤوس الحربية المتوفرة هي:
- الرؤوس الحربية شديدة الانفجار أو الرؤس الحربية الاختراقية، وهي المستخدمة في صواريخ كيه إتش-38 إم إيه إي Kh-38MAE، وكيه إتش-38 إم إل إي Kh-38MLE، وكيه إتش-38 إم تي إي Kh-38MTE.
- الرأس الحربي العنقودي المستخدم في صاروخ كيه إتش-38 إم كيه إي Kh-38MKE.[3]

وتختلف طرق توجيه الصاروخ. يتم الجمع بين التوجيه بواسطة نظام تحكم بالقصور الذاتي في مرحلة الملاحة (المرحلة الأولى)، وفي المرحلة الأخيرة من مسار الصاروخ يتحول إلى صاروخ موجه بطريقة تختلف من نسخة لأخرى:
- كيه إتش-38 إم إيه إي Kh-38MAE: التوجيه بالقصور الذاتي + التوجيه الراداري النشط[3]
- كيه إتش-38 إم كيه إي Kh-38MKE: التوجيه بالقصور الذاتي + التوجيه الملاحي بالأقمار الصناعية[10]
- كيه إتش-38 إم إل إي Kh-38MLE: التوجيه بالقصور الذاتي + التوجيه الليزري شبه النشط[11]
- كيه إتش-38 إم تي إي Kh-38MTE: التوجيه بالقصور الذاتي + التوجيه بالتصوير الحراري[12]

### الصاروخ جروم-إي Grom-E
على أساس كيه إتش-38، تم تطوير نسخة صاروخ كروز تكتيكية باسم كيه إتش-36 (معروفة باسم جروم Grom ).

وتعرف النسخ التصديرية منه باسم جروم-إي Grom-E، وقد قامت الشركة المصنعة لصاروخ كيه إتش-38 -تاكتيكال ميسايلز كوربوريشن- بتطوير الصاروخ جروم-إي إلى نسختين وهما: 
- الصاروخ التكتيكي جروم-إي1 Grom-E1
- والذخيرة الإنزلاقية جروم-إي2 Grom-E2

وقد أفادت الشركة أن اختبارات جروم-إي قد اكتملت، وأنها جاهزة للتصدير.

### تطوير لملائمة مقاتلة الجيل الخامس

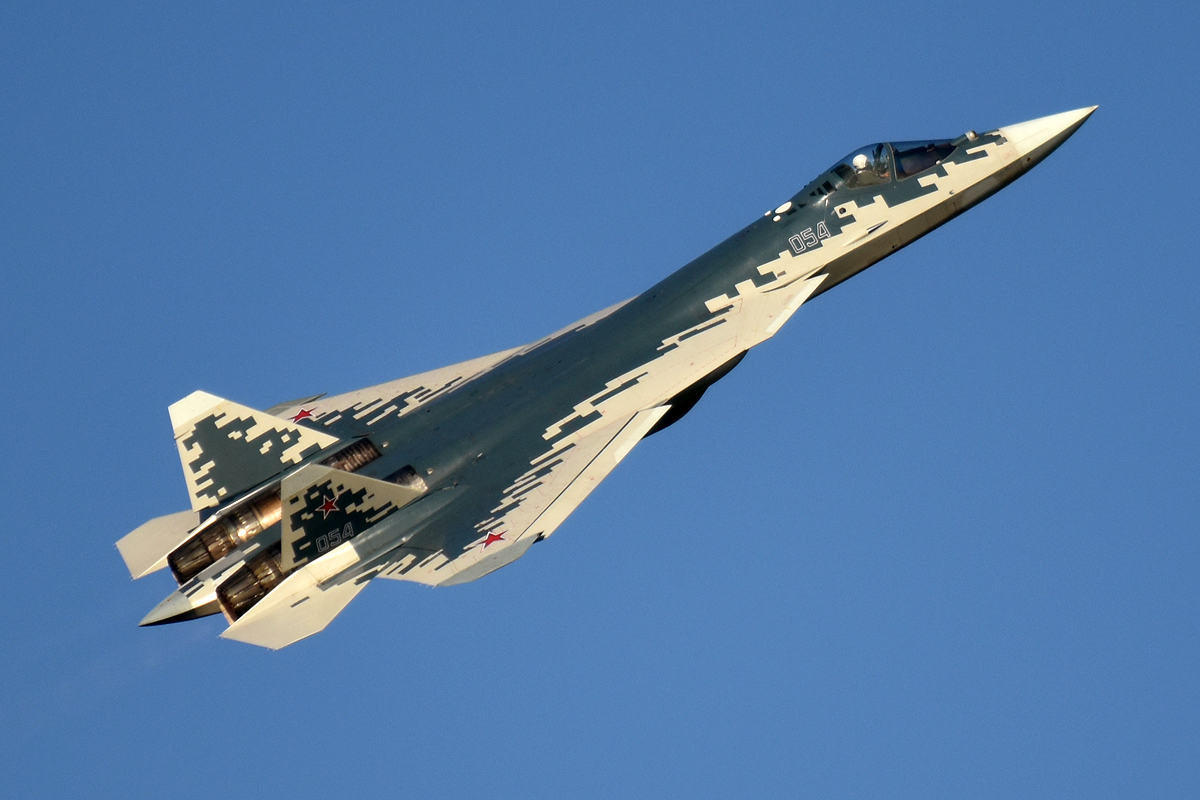
مقاتلة الجيل الخامس سوخوي سو-57

كشفت تاكتيكال ميسايلز كوربوريشن النقاب عن تصميم معدل لعائلة الصواريخ جو-سطح كيه إتش-38 في معرض ماكس الدولي للطيران 2017، مع مراجعة المدى الأقصى للسلاح بشكل تصاعدي. 
يتطلب التكوين المعروض سابقًا أن يتم طي أسطح منتصف الجسم والذيل بغرض نقل الصاروخ في داخل الحاوية الرئيسية للمقاتلة سو-57، والتي يتم تطويرها لتلبية متطلبات القوات الجوية الروسية لمقاتلة متعددة المهام من الجيل الخامس. ولكن تُظهر النسخة الأخيرة للصاروخ أن جناح منتصف الجسم وتصميم سطح التحكم في الذيل، قد تم تعديلهما بشكل ملحوظ. كما تم استبدال الجناح الوسطي الكبير المثلث بسطح قطره أضيق، ويبدو أنه يمتد أكثر على طول جسم الصاروخ. وتم أيضًا اقتصاص أسطح التحكم في الذيل. وهذا التطوير سيسمح بنقل الصاروخ داخل الحاوية المذكورة دون الحاجة إلى طي الجناح وأسطح التحكم.

وتم التخطيط أيضًا لنشر النسخة المعروفة باسم جروم، بواسطة مقاتلات الجيل الخامس الروسي من فئة سوخوي سو-57. ويظل نشر الصاروخ جروم بواسطة سو-57 في سوريا احتمالًا قائمًا، حيث وفر مسرح القتال فرصة لا تقدر بثمن لفحص تأثيرات وتحسين أداء أنظمة الأسلحة هذه.

## منصات الإطلاق[1][7]

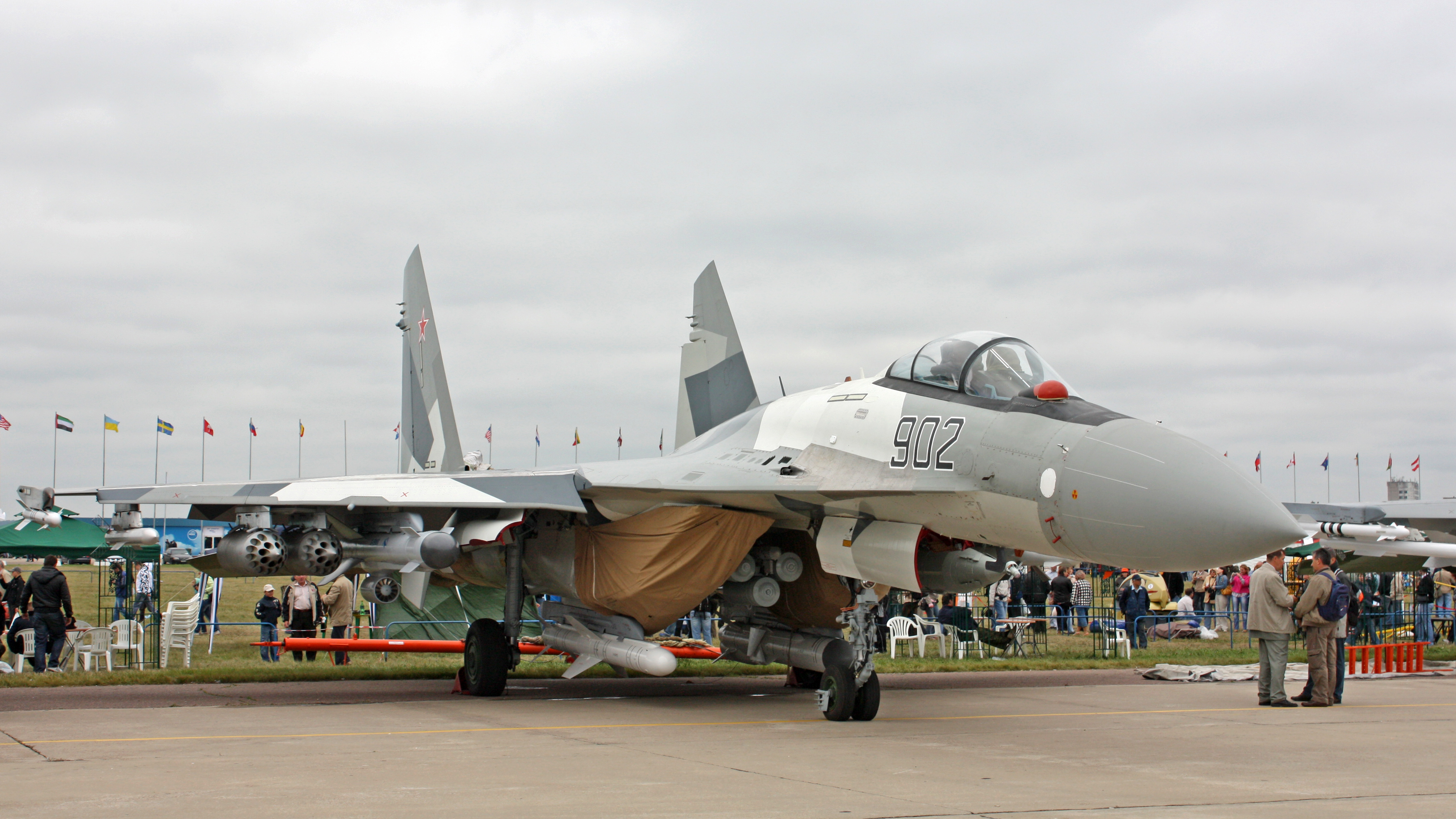
صاروخ كيه إتش-38 مثبتًا أسفل أحد محركي المقاتلة سو-35 في معرض ماكس 2009

علاوة على مقاتلة الجيل الخامس المرتقبة سوخوي سو-57، يمكن إطلاق صواريخ عائلة كيه إتش-38 من عدد من المقاتلات ثابتة الجناح والمروحيات، ومنها:
- سوخوي سو-35
- سوخوي سو-34
- ميج-29 إم/إم2
- ميج-35
- كاموف كا-52 كاتران

## روابط خارجية
- كيه إتش-38 الصاروخ الروسي عالي الدقة- يوتيوب